# Summer Games
Summer Games est un jeu vidéo développé par Epyx et publié par US Gold basé sur les sports vedettes dans les Jeux olympiques d'été. Sorti en 1984 pour le Commodore 64, il a également été porté sur l'Apple II, Atari 2600, Atari 7800, Atari XL / XE, Master System, Amiga, ZX Spectrum, Amstrad CPC, Gamme MOTO et Atari ST. Il a pour suite Summer Games II.

## Système de jeu

### Généralités
Le jeu est présenté comme une compétition virtuelle multi-sport appelé les "Epyx Games"  avec un maximum de huit joueurs chacun choisissant un pays à représenter, puis à tour de rôle en compétition dans divers événements pour essayer d'obtenir une médaille. Sur la plupart des versions, les records du monde peuvent être sauvegardés sur la disquette .
La version Commodore 64 permet aux joueurs de faire un lien entre summer games et summer games II et de se livrer à un gros Jeux Olympiques, accumulant médailles dans un tournoi des deux jeux réunis .

### Événements
Les événements disponibles varient légèrement en fonction de la plate-forme, et peuvent inclure:
- Saut à la perche
- Nage sous-marine
- Course de sprint
- Gymnastique
- Aviron